# أحمد سعيد أحمد
أحمد سعيد أحمد (بالفنلندية: Ahmed Said Ahmed)‏ هي لاعبة كرة قدم فنلندية، ولدت في 4 يوليو 1998. لعبت مع IF Gnistan ‏.

## وصلات خارجية
- أحمد سعيد أحمد على موقع قاعدة بيانات كرة القدم.إي يو (الإنجليزية)
- أحمد سعيد أحمد على موقع ناشيونال فوتبول تيمز (الإنجليزية)
- أحمد سعيد أحمد على موقع Soccerway.com (الإنجليزية)